# Quinto postulado de Euclides
El postulado de las paralelas o quinto postulado de Euclides es el postulado número cinco del libro Los Elementos (300 a. C.), elaborado por el matemático griego Euclides. La geometría euclidiana es el estudio de la geometría que satisface todos los axiomas de Euclides, incluyendo entre éstos el quinto postulado, que es por su importancia, su proposición distintiva. Una geometría en la que el quinto postulado no se satisface, recibe el nombre de geometría no euclidiana. La geometría que es independiente del quinto postulado (i. e., asume los primeros cuatro) es conocida como geometría absoluta.

## Enunciado
| V postulado de Euclides Postúlese... Y que si una recta al incidir sobre dos rectas hace los ángulos internos del mismo lado menores que dos ángulos rectos, las dos rectas prolongadas indefinidamente se encontrarán en el lado en el que están los ángulos menores que dos rectos. Euclides |

### Formulaciones equivalentes al V postulado

Quinto postulado de Euclides: Las rectas, al prolongarse, se intersecan.

1. La suma de [las medidas de] los ángulos de cualquier triángulo es igual a [la suma de las medidas de] dos ángulos rectos. 
Elementos, I, 32. (Proposición ya conocida en tiempos de Aristóteles, siglo IV a. C.).
2. Las rectas paralelas son equidistantes (atribuido a Posidonio, siglos I-siglo II a. C.).
3. Por un punto exterior a una recta dada solo cabe trazar una paralela. Esta formulación es la más conocida y es debida al matemático griego Proclo. Se la conoce también como «postulado de las paralelas» (o axioma de Playfair[1]).
4. Dos rectas paralelas guardan entre sí una distancia finita.
5. Las rectas no equidistantes convergen en una dirección y divergen en la opuesta (Thābit ibn Qurra, h. 826-901).
6. Todos los puntos equidistantes de una línea recta, situados a un lado determinado de ella, constituyen una línea recta (Clavio, 1574).
7. Sobre una recta finita siempre se puede construir un triángulo semejante a un triángulo dado (Wallis, 1663).
8. Existe un par de triángulos no congruentes, pero semejantes (Saccheri, 1733).
9. En todo cuadrilátero que contenga tres ángulos rectos, el cuarto ángulo también es recto. (Clairaut, 1741).
10. Se puede construir un triángulo cuya área sea mayor que cualquier área dada (Gauss, 1799).
11. Dados tres puntos no alineados, siempre será posible construir un círculo que pase por todos ellos (Legendre, 1824).
12. No hay patrón métrico absoluto de longitud (Gauss, 1816).

### ¿Axioma o teorema?
Euclides presenta el enunciado como un axioma: su quinto postulado. 
1. Postúlese el trazar una línea recta desde un punto cualquiera hasta un punto cualquiera.
2. Y el prolongar continuamente una recta finita en línea recta.
3. Y el describir un círculo con cualquier centro y distancia.
4. Y el ser todos los ángulos rectos iguales entre sí.
5. Y que si una recta al incidir sobre dos rectas hace que la suma de los ángulos internos del mismo lado menores que dos rectos, las dos rectas prolongadas indefinidamente se encontrarán en el lado en el que están los menores que dos rectos.

Al leerlo tal y como lo escribió Euclides y dentro de su contexto, se observa que el V postulado es mucho más complicado en su formulación que los otros cuatro. Euclides mismo no se sirve de él en sus primeras 28 proposiciones, como si intuyera o esquivara la problemática de fondo. El problema es pues si realmente el V postulado es independiente de los otros cuatro, o bien puede deducirse de ellos (junto con las nociones comunes y las definiciones). 

[...] la afirmación de que como convergen más y más a medida que se prolongan, llegarán alguna vez a encontrarse, es una afirmación verosímil pero no es necesaria a falta de un argumento que pruebe que esto es verdad acerca de las líneas rectas. Pues el hecho de que haya algunas líneas que se aproximan indefinidamente pero permanecen sin tocarse, por más improbable y paradójico que parezca, también es cierto y está completamente comprobado en relación con líneas de otro tipo. ¿Por qué en el caso de las rectas no es posible lo mismo que ocurre con las líneas mentadas?
Proclo, Comentarios a los Elementos.

Durante más de dos milenios, numerosos geómetras pensaron que esta propiedad debería poder deducirse lógicamente de las otras cuatro, y se dieron a la tarea de tratar de demostrar el axioma de Euclides.
Comenzaron esta tarea geómetras árabes, y el primero en hacerlo fue Omar Jayam, que dibujó un rectángulo (ahora llamado "cuadrilátero de Saccheri), y suponiendo que dos de los ángulos son rectos, sin el quinto postulado no pudo demostrar que los otros dos fuesen también rectos, tan solo demostró que son iguales. Posteriormente otro geómetra árabe, Nasir al-Din al-Tusi hizo otro intento sin conseguirlo.
Siglos más tarde un italiano, Girolamo Saccheri, continuó con el intento (por los años posteriores a 1700). Esta vez hizo un intento diferente, cambiando intencionalmente el quinto postulado por uno que lo contradecía, trató de demostrar que se llega a un absurdo.
Inicialmente tuvo mucho éxito llegando a un absurdo al partir que los otros dos ángulos del "cuadrilátero de Saccheri" eran obtusos. Pero al continuar con el intento al suponer que esos otros dos ángulos eran agudos, se equivocó y erróneamente llegó a otro absurdo. (La causa del error fue probablemente influencia de sus creencias religiosas).

## La independencia del V postulado y las geometrías no euclidianas
Unos 22 siglos después de que se escribieran los Elementos por fin se llega a una conclusión: el V postulado es independiente de los otros cuatro. Y se llega a esta respuesta mediante un camino sorprendente. La prueba de la independencia del V postulado lleva implícita la posibilidad de que existan geometrías en los que no se cumple este postulado. Dicho de otro modo: desde el punto de vista lógico no hay contradicción ninguna en suponer que por un punto exterior a una recta puedan pasar más de una paralela a la recta, o incluso ninguna.
Parece difícil comprender esta afirmación, puesto que en la experiencia común sabemos que (excepto errores de dibujo), el V postulado es cierto. Para comprenderlo debemos hacer un esfuerzo de abstracción por intentar olvidar nuestro significado intuitivo de qué es una recta y acudir únicamente a las definiciones de Euclides.
| - Una línea es una longitud sin ancho (Elementos, Libro I, Definiciones, 2); - Una línea recta es aquella que yace por igual respecto de los puntos que están en ella (Elementos, Libro I, Definiciones, 4); - Una superficie es lo que solo tiene longitud y anchura (Elementos, Libro I, Definiciones, 5); - Una superficie plana es aquella que yace por igual respecto de las líneas que están en ella (Elementos, Libro I, Definiciones, 7); - Son rectas paralelas las que estando en el mismo plano y siendo prolongadas indefinidamente en ambos sentidos, no se encuentran una a otra en ninguno de ellos (Elementos, Libro I, Definiciones, 23); - Postúlese el trazar una línea recta desde un punto cualquiera hasta un punto cualquiera (Elementos, Libro I, Postulados, 1). |

De todas formas, dado que es más sencillo para nuestro propósito, consideraremos la definición dada por Arquímedes en "Sobre la esfera y el cilindro": la recta es la más corta de todas las líneas que tienen los mismos extremos.
Ahora bien, excepto porque tenemos una noción de recta y de plano que nos permiten comprobar que esas nociones encajan en las definiciones dadas, éstas son demasiado difusas desde el punto de vista lógico como para considerar que no puedan ser válidas otras interpretaciones. Por ejemplo, si consideramos una superficie esférica y le damos la denominación de plano, encaja perfectamente en las definiciones de plano. En este caso, una recta debería de ser (en virtud de lo dicho, en especial de la propiedad de ser la línea más corta) el trozo de circunferencia máxima (es decir, una circunferencia que pasa por dos puntos diametralmente opuestos de la superficie esférica) que pasa por dos puntos dados. En tal situación, por un punto exterior a una recta no pasaría ninguna recta paralela a la dada.

### La aparición de las geometrías no euclidianas
En el siglo XIX se da conclusión al problema de la independencia del V postulado. Lo hacen de manera independiente Bolyai y Lobachevsky, aunque Gauss ya había resuelto el problema con anterioridad (no había publicado sus resultados, y la paternidad del descubrimiento fue para los otros dos geómetras). La idea es muy simple: en las matemáticas no está permitido llegar a una contradicción, es decir, obtener un resultado que sea exactamente la negación de otro resultado. No puede obtenerse que partiendo de las mismas hipótesis sea cierto, a la vez, que (por ejemplo) dos rectas se corten y que esas dos mismas rectas no se corten. Se llegaría a la conclusión de que (de no haber cometido errores de razonamiento, claro) alguna de las hipótesis ha de ser necesariamente falsa.
La idea que dio solución al problema es la siguiente: si el V postulado depende de los otros cuatro, ya no nos haría falta incluirlo entre nuestras hipótesis (postulados). Así que en el desarrollo de la teoría, tarde o temprano, aparecerá en forma de teorema. Ahora bien, si eliminamos dicho postulado y le añadimos su negación, de ser cierto que el postulado V depende de los otros, llegaremos a demostrarlo, y con ello tendremos que tanto una proposición (el V postulado) como su contraria (la negación del V postulado que ahora lo sustituye) son ciertas. Habremos pues llegado a una contradicción, algo que no es admisible. Alguna de las hipótesis tiene que ser falsa, y esta ha de ser la nueva que se ha introducido, pues es la única que choca contra nuestra intuición (las demás sabemos que son ciertas porque ya lo eran en la geometría de Euclides).
En contra de lo que pudiera pensarse, con este método no se llegó a contradicción alguna. Es más, se llegó a demostrar que las geometrías así obtenidas por Bolyai y Lobachevsky eran consistentes (lo que quiere decir que no contenían contradicción lógica ninguna). Además hay diferentes formas de negar el V postulado (por un punto exterior a una recta no pasa una única recta paralela a la misma) y así diferentes geometrías no euclidianas: por ejemplo, si decimos que no pasa ninguna recta, se obtiene la geometría esférica, que ya hemos presentado, y si decimos que pasan infinitas, se obtiene la geometría hiperbólica, la de Lobachevsky.

### El V postulado y la investigación geométrica actual
En la actualidad, la geometría utiliza métodos distintos al sintético (establecer una serie de axiomas y deducir de ellos las propiedades geométricas del objeto a estudiar), que ha sido sustituido por métodos de topología, análisis y álgebra. Cuando se estudia un espacio, ya no resulta "interesante" saber, si cumple, o no, el V postulado de Euclides (aunque normalmente es un resultado que se obtiene fácilmente como consecuencia del estudio de otras propiedades más interesantes en la actualidad, como es la de calcular el tensor curvatura del espacio en cuestión —indirectamente esto nos confirmará, o no, si el espacio cumple con el V postulado—). La cuestión sobre el V postulado quedó relegada a un problema histórico, que contribuyó enormemente al desarrollo de la geometría, pero que actualmente parece ya no seguir contribuyendo en ese sentido, y es tomado como un tema introductorio en el estudio de la geometría.

## Historia
Durante todo el siglo XVIII existió un gran interés en deducir el quinto postulado de Euclides de los otros cuatro. Estos trabajos resultaron infructuosos, precisamente porque el quinto postulado no es una consecuencia de los mismos. Las primeras pruebas publicadas de dicha independencia son los modelos de geometría hiperbólica de János Bolyai (1832) y Nikolái Lobachevski (1829), que al parecer llegaron a ellos de manera independiente. Más tarde, se comprobó que entre los papeles no publicados de Carl Friedrich Gauss existía una tercera construcción de la geometría hiperbólica, que no llegó a publicar nunca. Aunque Bolyai, Lobachevski y Gauss trabajaron de manera independiente y sin conocer el trabajo de los otros, existe una curiosa conexión entre ellos: Martin Bartels había sido el tutor de Gauss en Brunswick posiblemente fue quien introdujo al joven Gauss en la cuestión del quinto postulado. Más tarde Martin Bartels se trasladó a la Universidad de Kazán donde fue profesor de Lobachevski. En cuanto a János Bolyai, era hijo de Farkas Bolyai que había sido amigo personal y compañero de Gauss en sus años de formación, y existe constancia de que ambos habían discutido el quinto postulado. De hecho, Farkas Bolyai le recomendó a su hijo no investigar dicho problema, sin embargo, János le desobedeció y finalmente llegó a una solución independiente de la de Gauss y Lobachevski.